# Райт, Лоренцо
Лоренцо Кристофер Райт (англ. Lorenzo Christopher Wright; 9 декабря 1926, Детройт, Мичиган — 27 марта 1972, Детройт, Мичиган) — американский легкоатлет, который специализировался в беге на короткие дистанции и прыжках в длину.

## Биография
Олимпийский чемпион в эстафете 4×100 метров (1948).
4-е место на Олимпиаде-1948 в прыжках в длину.
По окончании спортивной карьеры работал легкоатлетическим администратором в школьной системе Детройта.
Трагически погиб в 1972 году. Был зарезан ножом женой во время ссоры.